# Паркови у Лесковцу
Гледајући са Хисара за време Турака, чинило се да Лесковац изгледа као један велики парк са многобројним стаблима која су надвисила већином приземне куће Лесковчана, међутим, осим неколико великих башти око сараја и богатих кућа, Лесковац је био град без парка.

## Историја
Први паркови подигнути су након ослобођења Лесковца када када су око новосаграђене Гимназије посађена стабла дрвећа. Овај парк није преживео бугарску окупациу током Првог светског рата.
Поред овог парка, постојао је и парк који се налазио на обронцима Хисара око Светоилијске цркве по којој је и добио име. Светолијски парк је дуго времена био омиљено излетничко место Лесковчана где су се прослављале разне светковине и манифестације. Парк, међутим, није био уређен и црквене власти су његове делове издавале за испашу стоке. Са уређењем истог кренуло се почетком двадесетих година прошлог века, када је захваљујући омладинском друштву "Фидан" и прилозима грађана постављено 50 клупа за седење.

Друго омиљено излетиште Лесковчана било је "Стрелиште" које се налазило поред Стрељачког клуба "Краљ Милутин" у које је у сврху парка коришћено када на њему стрељачка дружина није вежбала. Стрелиште је у ствари била једна већа ливада оивичена дрвећем која су се налазила на обронцима Хисара на простору око школе "Коста Стаменковић".
Трећи лесковачки парк био је парк код Железничке станице, на простору између станице и града. У овом парку се јуна 1925. године десио инцидент у коме су учествовали високи официри Војске Краљевине СХС који су на неком свом пропутовању свратили до Лесковца. Пошто је парк био одмах иза Железничке станице, искористили су прилику да у њему напасају своје коње уништавајући притом парковско зеленило. О томе је и "Лесковачки гласник" извештавао: "Навикнути војници да свуда где дођу не фермају ничију својину за неприкословену, навели коње у парк станице и слистили све, па и дрвеће. Коњи попаали траву из дрвећа и то нек им је просто, али зашто дозволише да коњи поломе и ољуште дрвеће. Они су заборавили да ово није рат и да се такав простаклук ни у рату не допушта када је неко приметио да је то парк и да ће коњи упропастити дрвеће одговорили су "Какав парк", Лесковчани ми знају за парк."
Крајем 1920. године на иницијативу комунистичке општинске управе обновљен је парк иза тадашње Гимназије (данашње Сајмиште у центру града), који је у међувремену постао сметлиште. Међутим, овај парк је био кратког века, као и владавина комуниста у Лесковцу. Одмах након смењивања комуниста парк је уништен.
Почетком 30их година прошлог века парк је обновљен, а 1934. године почело се са наплаћивањем седења у парку. Ово задовољство је тадашње Лесковчане коштало 50 пара. Након убиства краља Александра Првог парк је понео његово име, али је упамћен као Соколски парк јер се у његовом прочељу на западу налазила зграда Соколског дома (данање Лесковачко народно позориште).
Када је 1927. године донет закон према коме свака општина мора имати најмање 5ха под шумом, како би испунила овај услов из закона, лесковачка општина је, сматрајући да се паркови рачунају као шума, одлучила да простор на коме се налазило Турско гробље претвори у парк. Крајем 1927. године отпочело је равнање терена на коме ће нићи парк "Девет Југовића". Радови око парка завршени су током 1928. године о чему је "Лесковачки гласник" известио: "Са задовољством констатујемо да су земљани радови у парку "Девет Југовића", толико напредовали да је плато на брду потпуно поправљен чиме се добила једна лепа и прилично велика површина. Исто тако засађен је један део земљишта. Ових дана приступа се пресицању и изради стазе около брда. Ова стаза ће бити висока 4 метра. Колски пут са леве стране парка биће знатно проширен". Овај парк је имао електрично осветљење и у њему се налазио споменик краљу Александру који је уклоњен након Другог светског рата.